# Erős Antónia
Erős Antónia (Szigetvár, 1970. október 2. –) magyar újságíró, televíziós műsorvezető. 

## Élete
Erős Antal tehergépkocsi-vezető és Rab Borbála óvónő gyermekeként született.
Általános és középiskolai tanulmányait egyaránt szülővárosában végezte. Érettségi után egy évig napközis nevelőként dolgozott. A Kaposvári Tanítóképző Főiskola elvégzése után (1990–1993) a Kaposvári Városi Televízió riportere volt 1993–1995 között. Közben 1994–1996 között elvégezte az ELTE média szakát. 1995-től a MTV Pécsi Körzeti Stúdiójának alkalmazásában állt mint szerkesztő-riporter. Hír- és magazinműsorokban egyaránt dolgozott, az összes akkori produkcióban szerepet vállalt műsorvezetőként riporterként vagy szerkesztőként. 1998-tól az RTL Klub (ma RTL munkatársa, ahol kétszer is megválasztották a legnépszerűbb női műsorvezetőnek. 25 éves kora óta 1-es tipusú cukorbeteg. Egy Csepp Figyelem néven alapítványt hozott létre a cukorbetegség korai felismerésére és megelőzésére.
Az RTL Híradóját vezeti Szellő Istvánnal. 2015-ben a Forbes őt választotta a 6. legbefolyásosabb magyar nőnek a médiában.
2024-ben szerepelt Az Árulók – Gyilkosság a kastélyban című műsorban ÁRULÓKÉNT.

## Magánélete
1997-ben ment férjhez Tóth Lászlóhoz, akitől 2009. július 29-én megszülettek ikrei, Szonja Mária és Mátyás Iván.

## Díjai, elismerései
- Magyar Jótékonysági Díj 2020.